# Vier Drillinge sind einer zu viel
Vier Drillinge sind einer zu viel ist eine deutsche Fernseh-Komödie von Matthias Kiefersauer aus dem Jahr 2014. Es handelt sich um die Fortsetzung von Ein Drilling kommt selten allein aus dem Jahr 2012 mit Thekla Carola Wied und Günther Maria Halmer in den Hauptrollen.

## Handlung
Linda Rosenau hat sich nach dem Ausstieg aus dem Berufsleben eigentlich vorgenommen, mit dem pensionierten Lateinlehrer Jakob die Zweisamkeit zu genießen und die Welt zu erkunden. Sie beide verbindet nicht nur die Sympathie zueinander, sondern auch ihre drei Enkelkinder. Lindas Tochter Leonie und Jakobs Sohn, die die Eltern der Drillinge sind, wollen nun auch heiraten. Das bringt allerdings Lindas eigene Zukunftspläne durcheinander, da sie und Jakob fast nur noch als Babysitter für ihre Enkel fungieren. Auch ist Linda skeptisch, was die Heiratspläne ihrer Tochter angeht, da sie ihrer Meinung nach erst einmal Karriere machen sollte, damit sie ihrem Mann auf Augenhöhe begegnen kann. Dazu bietet sich auch schon bald überraschend eine Gelegenheit, denn der exzentrische Modezar Marius von Boonen, den Linda aus ihrer beruflichen Vergangenheit kennt, braucht Hilfe bei einer neuen Werbekampagne, bei der ihm Leonie helfen soll.
Bei Jakob meldet sich indessen eine junge Frau namens Betty. Sie hatte mit seinem Sohn Thomas einen länger zurückliegenden One-Night-Stand, dessen Ergebnis der kleine Fritz ist und für den sie dringend eine Tagesbetreuung benötigt. Jakob erklärt sich unter der Bedingung bereit, dass Betty, angesichts dieser neuen Entwicklung, die geplante Hochzeit nicht zum Platzen bringt. Daher will Jakob auf keinen Fall Thomas davon in Kenntnis setzen, dass er noch ein Kind hat und denkt sich allerlei Ausreden über die wahre Herkunft von Fritz aus. Linda ist zwar dafür den jungen Leuten reinen Wein einzuschenken, doch akzeptiert sie Jakobs Entscheidung, der nun jedoch vor lauter Babysitting kaum noch Zeit für Linda findet. Nachdem sich Leonie und Thomas kurz vor dem Hochzeitstermin entschließen, doch noch ein wenig zu warten und die Feierlichkeiten absagen, informiert ihn sein Vater über die wahre Identität von Fritz. Leonie ist zunächst schockiert, doch überzeugen sie die Bemühungen, die Thomas den Drillingen und ihr gegenüber zeigt. Sie ist entschlossen an ihrer gemeinsamen Zukunft festzuhalten. Auch wenn womöglich noch weitere Kinder von Thomas auftauchen sollten.
Da es nun vorerst keine Hochzeit gibt, überrascht Jakob seine Linda mit zwei Flugtickets nach Myanmar, wo sie schon immer mal hinreisen wollte.

## Hintergrund
Die Erstausstrahlung war am 7. Februar 2014 in der ARD. Dabei wurde er von 4,95 Millionen Zuschauern gesehen, was einem Marktanteil von 15,3 Prozent entsprach.

## Kritiken
Rainer Tittelbach wertete: „Oberflächlich betrachtet ist auch der ARD-Nachzieher von Ein Drilling kommt selten allein recht launig, aber er ist eben auch eine dramaturgisch vorgestrige Klischeecharakter-Komödie mit deutlicher Ansage, wohin die Handlungsreise gehen soll. Nach 30 Minuten Fremdschämen geht’s in die ‚Lernphase‘ & der Film kriegt langsam die Kurve. Dezenter wäre besser!“
Die Kritiker der Fernsehzeitschrift TV Spielfilm meinten nur: „Müde Späßchen, die einfach nur einlullen“.